# Clube Desportivo Trofense 2008-2009

## Rosa
| N. |                       | Ruolo | Calciatore         |
| -- | --------------------- | ----- | ------------------ |
| 1  | Portogallo (bandiera) | P     | Paulo Lopes        |
| 3  | Portogallo (bandiera) | D     | Areias             |
| 4  | Brasile (bandiera)    | D     | Valdomiro          |
| 5  | Portogallo (bandiera) | C     | Edu                |
| 6  | Portogallo (bandiera) | C     | Delfim             |
| 7  | Portogallo (bandiera) | C     | Hélder Barbosa     |
| 8  | Portogallo (bandiera) | A     | Lipatin            |
| 9  | Portogallo (bandiera) | A     | Zé Carlos          |
| 10 | Portogallo (bandiera) | C     | Ricardo Nascimento |
| 11 | Portogallo (bandiera) | A     | Reguila            |
| 12 | Portogallo (bandiera) | D     | Tiago Pinto        |
| 15 | Brasile (bandiera)    | D     | Bessa              |
| 16 | Portogallo (bandiera) | C     | Pinheiro           |

| N. |                       | Ruolo | Calciatore    |
| -- | --------------------- | ----- | ------------- |
| 17 | Brasile (bandiera)    | D     | Milton do Ó   |
| 20 | Brasile (bandiera)    | A     | Edu Souza     |
| 21 | Portogallo (bandiera) | A     | Rui Borges I  |
| 27 | Portogallo (bandiera) | P     | Vítor         |
| 30 | Portogallo (bandiera) | D     | Zamorano      |
| 31 | Portogallo (bandiera) | P     | Marco Pereira |
| 49 | Portogallo (bandiera) | D     | Miguel Ângelo |
| 50 | Portogallo (bandiera) | A     | Vítor Hugo    |
| 77 | Brasile (bandiera)    | C     | Mércio        |
| 83 | Portogallo (bandiera) | C     | Rios          |
| 87 | Portogallo (bandiera) | C     | David Caiado  |